# Bahar (Fernsehserie)
Bahar ist eine türkische Fernsehserie, die 2024 auf Show TV ausgestrahlt wird.

## Inhalt
Als Bahar an einer tödlichen Krankheit erkrankt, beschließt sie, einige Veränderungen in ihrem Leben vorzunehmen. Sie kehrt ins Krankenhaus zurück, um die Facharztausbildung abzuschließen, die sie vor 20 Jahren abbrechen musste, auch wenn dies bedeutet, dass sie mit ihrem Mann, dem Chefarzt, und ihrem Sohn, einem Assistenzarzt, zusammenarbeiten muss. Weder sie noch ihre Tochter sind darüber glücklich, aber Bahar findet Zufriedenheit in ihrem neuen Leben. Leider bedeutet die Rückkehr ins Krankenhaus auch, einige harte Wahrheiten über ihren Mann und das Leben, das er fernab der Familie führt, zu erfahren. Letztendlich möchte Bahar in ihrem Leben einen Neuanfang wagen.

## Besetzung
| Schauspieler         | Rolle                 | Folge |
| -------------------- | --------------------- | ----- |
| Demet Evgar          | Bahar Özden Yavuzoğlu | 1–    |
| Buğra Gülsoy         | Evren Yalkın          | 1–    |
| Mehmet Yılmaz Ak     | Timur Yavuzoğlu       | 1–    |
| Hatice Aslan         | Nevra Yavuzoğlu       | 1–    |
| Ecem Özkaya          | Rengin Çevik          | 1–    |
| Elit Andaç Çam       | Çağla                 | 1–    |
| Nil Sude Albayrak    | Seren Tekin           | 1–    |
| Demirhan Demircioğlu | Aziz Uras Yavuzoğlu   | 1–    |

## Produktion und Veröffentlichung
Regie führte Neslihan Yeşilyurt. Die Drehbücher schrieben Ayça Üzüm und Atasay Koç und der Produzent war Asena Bülbüloğlu. Die Musik der Serie komponierte Aytekin Ataş.
Die Serie wird seit dem 13. Februar 2024 auf Show TV ausgestrahlt. In der Hauptrolle spielen Demet Evgar, Buğra Gülsoy und Mehmet Yılmaz Ak.